# Эйленбург, Бото цу
Граф Бото Вендт Август цу Эйленбург (нем. Botho Wendt August zu Eulenburg; 31 июля 1831, Бартенштейн, Пруссия — 5 ноября 1912, Берлин, Германия) — прусский государственный деятель.

## Биография
Родился в семье Бото Генриха цу Эйленбурга (1804—1879), младший брат Август (1838—1921) — генерал инфантерии и министр прусского королевского дома. Служил ландратом, в 1865—1870 годах консервативным депутатом ландтага, в 1867 году — членом учредительного рейхстага. Состоял регирунгспрезидентом Висбадена, потом обер-президентом Ганновера. В 1878 году назначен министром внутренних дел вместо своего двоюродного дяди графа Фридриха Альбрехта цу Эйленбурга (1815—1881). Главным его делом была выработка известного закона против социалистов (действовавшего до 1890 года). В проведении этого закона Эйленбург казался Бисмарку недостаточно твердым и настойчивым, поэтому в 1881 году он вышел в отставку и вскоре был назначен обер-президентом провинции Гессен-Нассау.
В 1892 году, когда граф Каприви оставил пост министр-президента Пруссии, эта должность была отделена от должности канцлера Германской империи. Министр-президентом был назначен Эйленбург, а через несколько месяцев еще и министром внутренних дел. Вскоре обнаружились серьезные разногласия между ним и графом Каприви, который после проведения торговых трактатов с Россией и другими странами стал предметом ненависти со стороны аграриев; в Эйленбурге последние, напротив, видели своего человека. Когда на конференции германских министров (октябрь 1894 года) обсуждались способы борьбы с социал-демократией, Эйленбург был сторонником мер более решительных и крайних, чем допускал Каприви; император стал, по газетным слухам, на сторону Каприви. Тогда инспирируемые графом Эйленбургом газеты начали систематический поход против Каприви, иногда в тоне не вполне приличном; в свою очередь, граф Эйленбург счел себя оскорбленным статьей в Kölnische Zeitung, которую он считал инспирированной графом Каприви. Император потребовал по этому поводу объяснения у Каприви, который заявил о своей непричастности к составлению статьи, но немедленно подал в отставку; то же сделал и Эйленбург, и обе отставки были приняты (в октябре 1894 года), после чего должности канцлера и прусского министр-президента были вновь соединены в руках Гогенлоэ.
В 1899 году Эйленбург назначен членом палаты господ.